# Payne Stewart
Payne Stewart (Springfield, Misuri; 30 de enero de 1957-Dakota del Sur; 25 de octubre de 1999) fue un golfista profesional estadounidense que ganó once torneos del PGA Tour, incluidos tres torneos mayores en su carrera, el último de los cuales ocurrió unos meses antes de morir en un accidente aéreo a la edad de 42 años.

## Biografía
Stewart nació en Springfield, Misuri y empezó a jugar torneos de golf en la universidad y tras graduarse en la Southern Methodist University, Stewart se adhirió a la Professional Golfers' Association of America (PGA) en 1982 y ganó su primer título ese mismo año en el Quad Cities Open. Esta victoria fue especialmente memorable para él, pues fue la única ocasión en que su padre, Bill, lo vio ganar. El padre de Stewart había jugado en el US Open de 1955 y había introducido a su hijo en el juego desde la infancia.
Mientras jugaba en el Circuito de golf de Asia conoció a Tracey Ferguson, hermana del golfista australiano Mike Ferguson, en Kuala Lumpur en 1980 y se casaron en noviembre de 1982.
Después de su victoria en 1987 en el Hertz Bay Hill Classic en Orlando, Florida donó el premio de 108.000 dólares a un hospital de Florida en memoria de su padre, que había fallecido de cáncer en 1985.
Ganó once torneos a lo largo de su carrera, incluyendo el Campeonato de la PGA en 1989 y el US Open en 1991 y 1999. Representó a los Estados Unidos en cinco equipos de la Ryder Cup y la Copa Mundial. Venció en el Trofeo del Rey Hassan II de Marruecos.
Stewart era un golfista popular entre los espectadores, que respondían con entusiasmo a su vestimenta distintiva. Tenía fama de tener el guardarropa más grande de todos los golfistas profesionales y era el favorito de los fotógrafos debido a su extravagante atuendo de gorras de cuña y pantalones estampados knikerbocker, bombachos cortos, que habían sido los pantalones de golf comunes hasta los años 1950. Stewart también fue admirado por tener uno de los golpeos de golf más elegantes y fluidos de la era moderna.

## Muerte

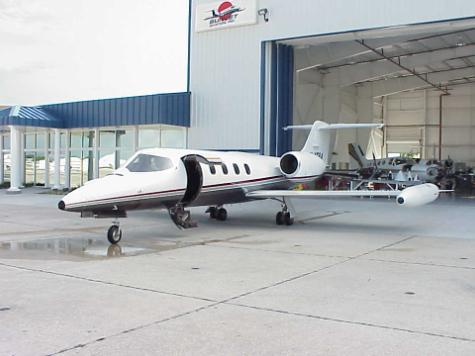
El avión accidentado N47BA, modelo Learjet 35, fotografiado poco antes del accidente.

El 25 de octubre de 1999, un mes después de que el equipo estadounidense se uniera para ganar la Ryder Cup y cuatro meses después de su victoria en el US Open, Stewart murió en el accidente del Learjet 35 que volaba desde su casa en Orlando, Florida, a Texas para disputar el torneo final del año, el The Tour Championship, celebrado en el Champions Golf Club en Houston. Los investigadores de la Junta Nacional de Seguridad del Transporte (NTSB) concluyeron que el avión sufrió una despresurización en pleno vuelo por motivos desconocidos y que todos a bordo murieron debido a la hipoxia cuando el avión pasó al oeste de Gainesville, Florida. El avión continuó volando en piloto automático como un vuelo fantasma hasta que se quedó sin combustible y se estrelló contra un campo cercano a Mina, Dakota del Sur.
Al momento de su muerte, Stewart había ganado U$S 12.673.193 en ganancias profesionales. Ganó más de U$S 2 millones durante la temporada de 1999 y terminó séptimo en la lista de ganancias del año. Le sobrevivieron su esposa y dos hijos.

## Legado
En el torneo de esa semana, el Tour Championship, el buen amigo de Stewart, Stuart Appleby, organizó un homenaje a su amigo. Con el permiso de la esposa de Stewart, lució uno de los conjuntos característicos de Payne para la ronda final del torneo el domingo, y la mayoría del resto de golfistas en el campo también llevaban "pantalones cortos" ese día.
El torneo se había retrasado para permitir que aquellos que competirían en él asistieran al servicio conmemorativo de Stewart en la Primera Iglesia Bautista de Orlando el 30 de octubre. Los oradores incluyeron a Tracey Stewart y Paul Azinger, ambos compañeros profesionales y uno de los amigos cercanos de Stewart, mientras que entre los asistentes se encontraban Woods, Mickelson, Jack Nicklaus, Greg Norman, Davis Love III, Hal Sutton, Justin Leonard y Fred Couples, junto con el lanzador de MLB Orel Hershiser, otro amigo de Stewart.
El tramo de la Interestatal 44 que pasa por Springfield (Misuri), fue designado como "Payne Stewart Memorial Highway" en su memoria. Payne Stewart Drive en Fullerton (California), y Payne Stewart Drive en Surrey, Columbia Británica, Canadá, que conduce al campo de golf Northview diseñado por Arnold Palmer, recibieron su nombre en su honor. Por último, Payne Stewart Drive en Jacksonville (Florida), alberga The First Tee junto con un centro de Job Corps.
Las comunidades de Mina y Aberdeen crearon su propio monumento. Jon Hoffman, el propietario de la propiedad donde se estrelló el avión, se puso en contacto con la viuda de Stewart y varios familiares de otras víctimas del accidente. Todos estuvieron de acuerdo en que el monumento sería una roca del lugar del accidente, grabada con los nombres de las víctimas y un pasaje de la Biblia. Hoffman cercó aproximadamente un acre (4.000 m2) de la propiedad que rodea el monumento.
En 2000, el PGA Tour estableció el Premio Payne Stewart, que se otorga cada año a un jugador que muestra respeto por las tradiciones del juego, compromiso de defender la herencia del juego de apoyo caritativo y presentación profesional y meticulosa de sí mismo y del deporte a través de su vestimenta y conducta. En Pinehurst n.º 2, una estatua de bronce de Stewart celebrando su putt ganador en el US Open de 1999 domina el green 18.  El primer día del US Open de 2014, la segunda vez que Pinehurst n.º 2 había sido sede del torneo desde 1999, Rickie Fowler usó pantalones cortos y calcetines de rombos en homenaje a Stewart.
Además, en el US Open de 2000 en Pebble Beach, donde Stewart habría sido el campeón defensor, se rindieron más homenajes. En primer lugar, en vísperas del torneo, hubo otro homenaje en el hoyo 18 donde los oradores incluyeron nuevamente a Tracey Stewart y Azinger. Esta vez, los asistentes incluyeron al antiguo caddie de Stewart, Mike Hicks, además de otros profesionales que competirían en el torneo, como Mickelson, Love, David Duval, Tom Lehman, Lee Janzen y Sergio García, y concluyó con tiros que se lanzaron a Stillwater Cove en una versión de golf de un saludo de 21 cañonazos. Al día siguiente, cuando el lugar de campeón defensor de Stewart en los emparejamientos iniciales tradicionales junto con el ganador del Open Championship (Paul Lawrie) y el ganador del US Amateur (David Gossett) fue otorgado a Nicklaus jugando en su 44º US Open consecutivo y último, Nicklaus pidió un momento de silencio antes de su golpe de salida inicial. García también usó los característicos zapatos de tacón de cuatro patas azul marino de Stewart en su honor durante su primera ronda.
En homenaje a Stewart, así como a sus raíces en el suroeste de Missouri, el Payne Stewart Golf Club se inauguró en Branson (Misuri), en junio de 2009 con la aprobación de la viuda de Stewart. La inauguración del diseño de 31 millones de dólares tuvo lugar el 24 de julio de 2006. El campo de 7.319 yardas y 18 hoyos fue diseñado por Bobby Clampett y Chuck Smith. Cada hoyo del campo lleva el nombre de algún aspecto o momento notable en la vida de Stewart. El quinto hoyo, por ejemplo, llamado "Road Hole", relata el par que Stewart hizo en la primera ronda del Open Championship de 1990 en Old Course en St Andrews cuando se vio obligado a golpear su tercer tiro contra la pared detrás del green en el traicionero hoyo 17 del Old Course. Su bola terminó justo en el borde posterior del lugar donde hizo el chip. Más tarde, en 2020, Woods bautizó el primer campo público construido por él y su empresa TGR Design en Big Cedar Lodge, cerca de Branson, como Payne's Valley en honor a Stewart.
En el décimo aniversario de la muerte de Stewart en 2009, Golf Channel presentó un programa especial para recordar su vida. Incluía entrevistas grabadas con familiares y amigos y videos archivados de su carrera como golfista.